# حسین داوودی پناه

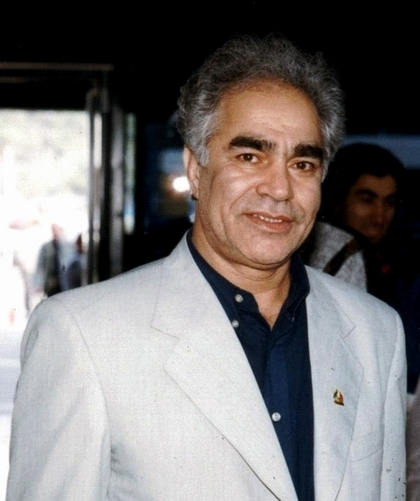
حسین داوودی پناه

حسین داوودی‌پناه ملقب به داداشی بنیان‌گذار ووشو در ایران و از پیشکسوتان کونگ فو توآ در ایران بود.

## زندگی

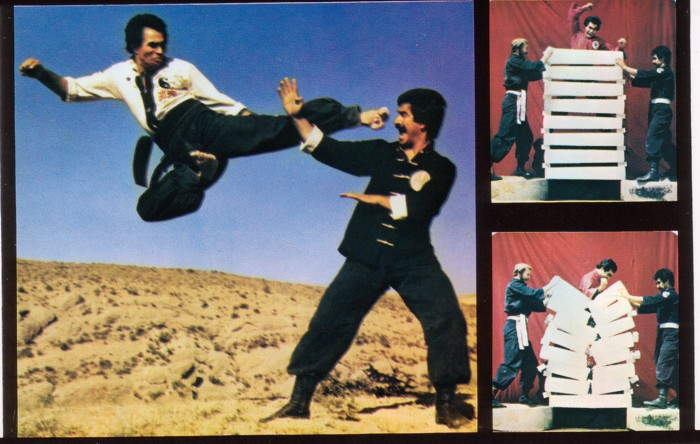
فعالیت در رشته کونگ فو

حسین داوودی‌پناه در سال ۱۳۱۹ در روستای ملاپیری از توابع زنجان چشم به جهان گشود. ایشان از سال ۱۳۳۴ فعالیت ورزشی خود را در رشته کشتی و از محله جوادیه تهران آغاز کرد و سپس در رشته‌های مختلفی همچون ژیمناستیک، بوکس وکشتی کج به تمرین پرداخت.پس از چندسال تمرین در این رشته ها فعالیت حرفه ای و تخصصی خود در رشته های رزمی را در رشته های کاراته گوجوریو و کونگ فو توآ زیر نظر پروفسور ابراهیم میرزایی ادامه داد و تبدیل به یکی از شاگردان ارشد ابراهیم میرزایی در کونگ فو توآ شد.سپس تصمیم به تحقیق درمورد ورزش ووشو پرداخت و پس از اشنایی با این رشته تمرین و آموزش این رشته را آغاز کرد.

## فعالیت آموزشی

### شروع فعالیت آموزشی
داداشی که شاگرد ارشد پروفسور میرزائی بود از سال ۱۳۵۴ آموزش کونگفو توآ را در دانشگاه تهران آغاز نمود و در همین ایام به‌واسطه آشنایی با یک دانشجوی چینی، مطالعه کونگفوی چینی یا ووشو را آغاز نمود. با تأسیس" فرهنگستان تن و روان " در سال ۱۳۵۵ توسط او، هزاران هنرجو و صدها مربی کونگفو توآ به فراگیری هنرهای رزمی نزد ایشان پرداختند. آشنایی او با دبیر اول و دبیر دوم سفارت چین، امکان دسترسی به منابع معتبری از ووشو را برایش فراهم کرد.

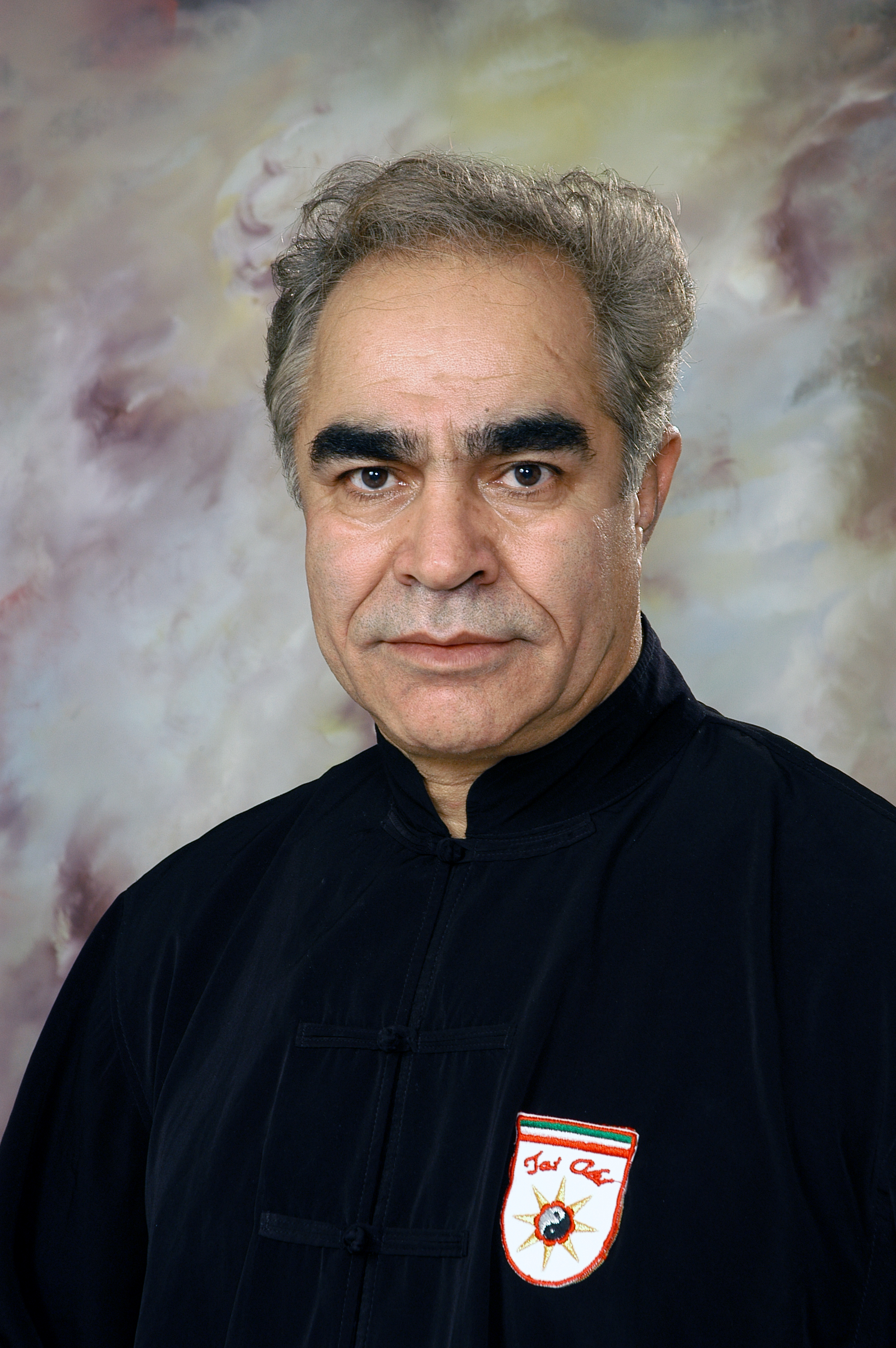

### آموزش ووشو
در سال ۱۳۶۶ مسئول تربیت بدنی سازمان گوشت شد و در اولین گام با تأسیس باشگاه سازمان گوشت، اقدام به راه‌اندازی ورزش‌های مختلفی از جمله تای چی چوان-ووشو کرد. با پیگیری‌های فراوان ایشان، در سال ۱۳۶۶ و برای اولین بار در کشور مجوز فعالیت تای چی چوان و دفاع شخصی به مربیگری حسین داودی‌پناه از طرف اداره کل تربیت بدنی استان تهران صادر شد. در همین سال، وی انجمن تای چی چوان و دفاع شخصی ایران را تأسیس نمود تا فعالیت‌های این ورزش را سازماندهی کند. تلاش‌های او در ۱۳۶۸ منجر به تأسیس انجمن تای چی چوان و دفاع شخصی، تحت پوشش معاونت فرهنگی- آموزشی (دفتر جهاد تربیت بدنی) سازمان تربیت بدنی به مسئولیت خود او شد و در سال ۱۳۶۹ مجوز فعالیت ووشو در سراسر کشور برای آقایان و در سال ۱۳۷۰ مجوز فعالیت بانوان صادر گردید.

## عضویت فدراسیون جهانی ووشو
مکاتبات و پیگیری‌های او به نمایندگی از سازمان تربیت بدنی و کمیته ملی المپیک موجب شد تا انجمن تای چی چوان و دفاع شخصی ایران به عضویت فدراسیون جهانی ووشو در آید. اجرای مراسم نمایشی از سبک‌های مختلف ووشو در حضور هیئت عالی‌رتبه وزارت ورزش چین، موجبات شگفتی هیئت چینی را فراهم آورده و آنان ضمن ابراز خرسندی از ترویج ورزش سنتی کشورشان در ایران، از تیم ووشوی ایران جهت شرکت در مسابقات بین‌المللی ووشو دعوت به‌عمل آوردند. در سال ۱۳۷۰ اولین دوره مربیگری علمی درجه ۳ ووشو به همت داداشی برگزار شد و با تلاش مستمر او، انجمن تای چی چوان و دفاع شخصی که به انجمن ووشو- تای چی چوان تغییر نام یافته بود، در سال ۱۳۷۱ به عضویت فدراسیون ووشوی آسیا درآمد.

### مدال آوری

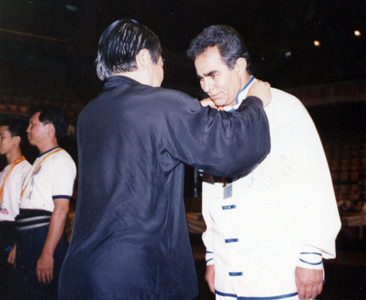
مراسم اهدای مدال طلای جهانی

در سال ۱۳۷۱ بنا به دعوت کمیته برگزاری فستیوال جهانی ووشوی شانگهای و پس از هماهنگی و تأیید سازمان تربیت بدنی و کمیته ملی المپیک، اولین تیم ملی ووشوی جمهوری اسلامی ایران به مدیریت داداشی عازم این فستیوال شد و طی آن، وی موفق به کسب مدال طلا در اجرای فرم استاندارد تای چی چوان شد.

### کمیته ورزشهای چینی
با تصمیم سازمان تربیت بدنی در سال ۱۳۷۲ کمیته ورزشهای چینی در حوزه معاونت فنی و امور فدراسیون‌ها تأسیس شد و سه انجمن رزمی (ووشو ـ کونگفو ـ رزم آوران) را تحت پوشش قرار داد. در این کمیته داداشی مسئولیت انجمن ووشو ونیز مسئولیت کمیته فنی ووشو را برعهده داشت.

### حکم مدرس ووشو و رئیس کمیته فنی
سازمان تربیت بدنی ضمن تقدیر از فعالیت‌های وی در زمینه بسط و گسترش ووشو در کشور، اولین و تنها حکم مدرس تخصصی ووشو را به وی اعطا نمود. برگزاری مسابقات ووشوی قهرمانی کشور در سال ۱۳۷۲ به همت کمیته ورزش‌های چینی و مسئولیت داداشی و جمعی از پیشکسوتان ووشو باعث شد که با نظر مساعد سازمان، کمیته ورزش‌های چینی به فدراسیون هنرهای رزمی چینی تبدیل شده و داداشی به سمت رئیس کمیته فنی فدراسیون منصوب شود.

## مسابقات جهانی و تأسیس فدراسیون ووشو
فعالیت‌های او در تمامی مقاطع مهم و حساس تاریخچه بنیانگذاری ووشو دیده می‌شود و این فعالیت‌ها با اعزام تیم‌های ملی ووشو به مسابقات و تورنمنت‌های مختلفی همچون مسابقات آسیایی ۱۹۹۶ فیلیپین، مسابقات جهانی ۱۹۹۷ ایتالیا و کسب مقام سوم در بخش مبارزه آزاد (سان شو) و مقام ششم تیمی، تورنمنت ووشوی ترکیه ۱۹۹۸، مسابقات آسیایی بانکوک ۱۹۹۸، و… ادامه یافته و در سال ۱۳۸۳ با تأسیس فدراسیون ووشوی جمهوری اسلامی ایران آرزوی دیرینه او و علاقه‌مندان ووشو به حقیقت پیوست.

## درگذشت

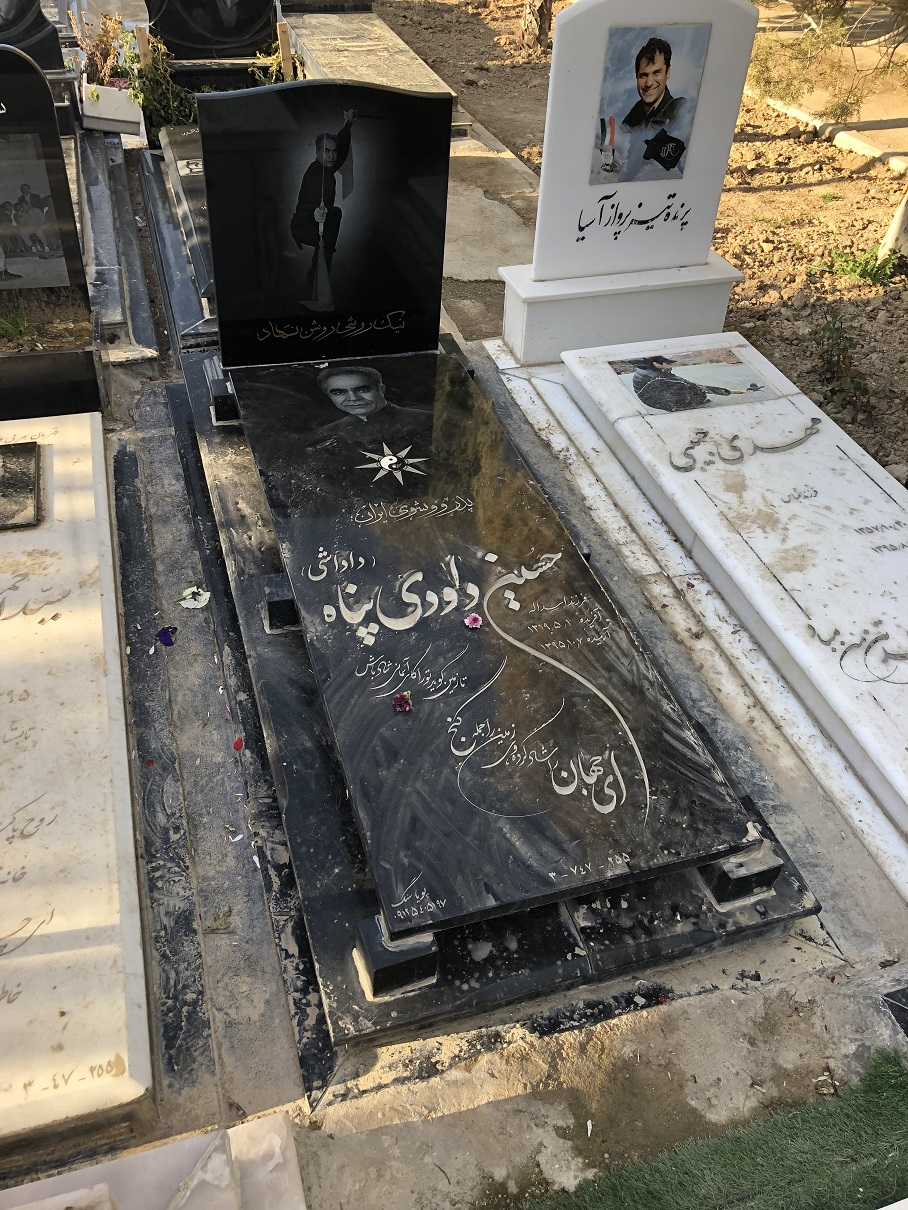

حسین داوودی‌پناه در روز سه شنبه ۷ دی‌ماه ۱۳۹۵ در سن ۷۷ سالگی درگذشت و در قطعه نام آوران و پیشکسوتان ورزش به خاک سپرده شد.